# Randstad

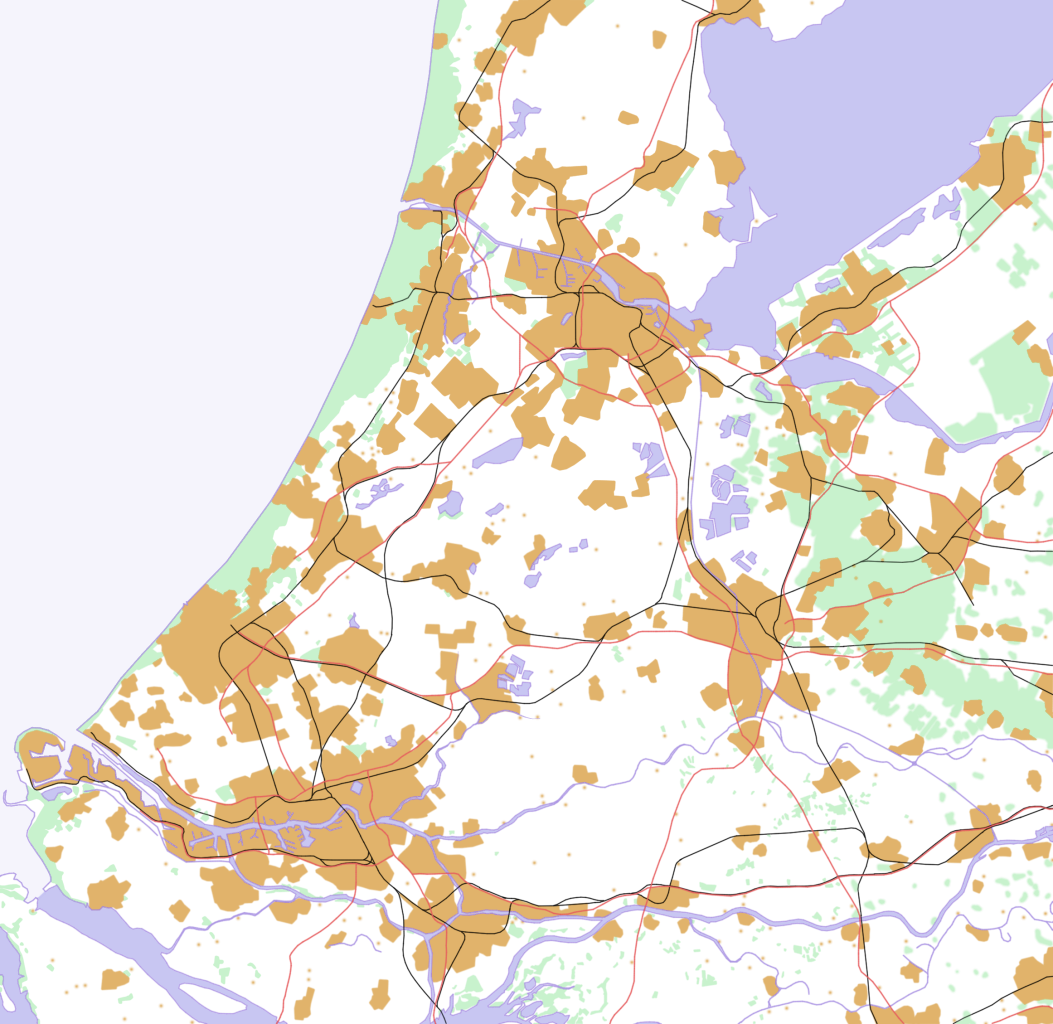
Schematische Karte der Randstad

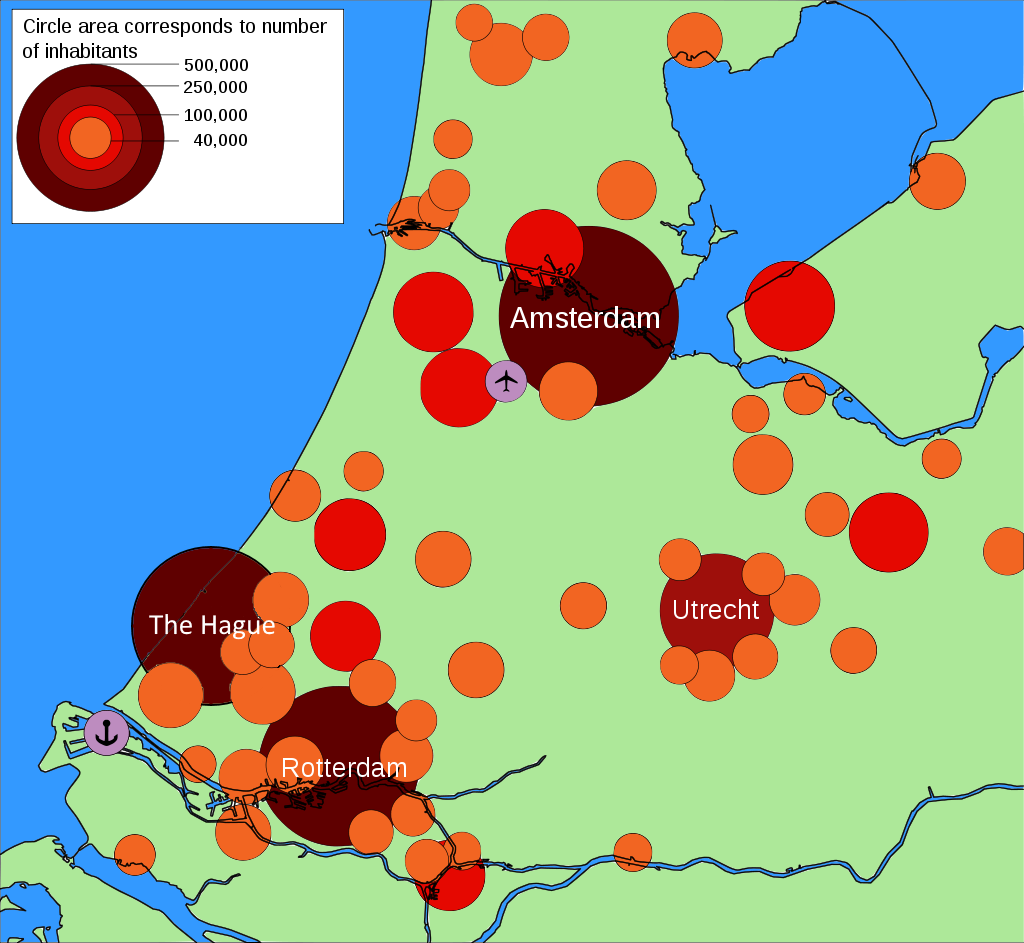
Lage und Größe der Städte

Die Randstad, auch Randstad Holland oder Deltametropool, ist eine Metropolregion im Westen der Niederlande mit einer Einwohnerzahl von insgesamt acht Millionen Menschen. Dieses Gebiet wurde vom Niederländischen Ministerium für Wohnungswesen, Raumordnung und Umwelt im Rahmen eines raumplanerischen Entwicklungsplanes definiert und wird gezielt gefördert.
Zur Randstad gehören die urbanen Gebiete von und um Amsterdam, Haarlem, Leiden, Den Haag, Delft, Rotterdam, Dordrecht, Gouda, Utrecht, Hilversum und Almere. Das Gebiet erstreckt sich also über Teile der Provinzen Noord-Holland, Zuid-Holland, Flevoland und Utrecht. Die Randstad macht 20 Prozent der Gesamtfläche und mehr als 40 Prozent der Bevölkerung der Niederlande aus.
Der Begriff Randstad (deutsch Randstadt, Saumstadt, Kantenstadt) wurde erstmals 1938 von Albert Plesman, Gründer und Vorstand der niederländischen Fluggesellschaft KLM, verwendet, nachdem er die Region aus der Luft gesehen hatte. Die Städte der Randstad liegen entlang des Randes des Grünen Herzens der Niederlande mit einer Lücke im Südosten und bilden so eine Sichelform. Die größten Städte liegen minimal 26 km (Den Haag – Rotterdam) und maximal 77 km (Amsterdam – Rotterdam) voneinander entfernt. Zum Vergleich: Die Ost-West-Ausdehnung Berlins beträgt etwa 45 km.
Mit einem Bruttoregionalprodukt von 216,3 Milliarden Euro liegt diese Region, das wirtschaftliche Herz der Niederlande, im europäischen Vergleich hinter London, Paris, Rhein-Ruhr und Mailand auf dem fünften Platz. Als Teil der Blauen Banane gehört es zu Europas größtem Verdichtungsraum.